# Whitley City
Whitley City – jednostka osadnicza w Stanach Zjednoczonych, w stanie Kentucky, siedziba administracyjna hrabstwa McCreary.